# Bader Nasser
Bader Nasser Abdelaziz Mohammad (arab. بدر ناصر; ur. 16 września 2001 w Dubaju) – emiracki piłkarz grający na pozycji obrońcy w klubie Shabab Al-Ahli Dubaj oraz reprezentacji Zjednoczonych Emiratów Arabskich.

## Kariera
Nasser jest wychowankiem Shabab Al-Ahli Dubaj. W sezonie 2022/23 zdobył z drużyną UAE Arabian Gulf League. W 2021 triumfował w Pucharze Kraju i Pucharze Ligi. Dwukrotnie wygrał też Superpuchar ZEA.
W reprezentacji Zjednoczonych Emiratów Arabskich zadebiutował 30 grudnia 2022 w meczu z Libanem. Został powołany na Puchar Azji 2023.